# Hořké umučení Pána našeho Ježíše Krista
Hořké umučení Pána našeho Ježíše Krista je název literárního díla, které napsal německý romantický básník Clemens Brentano na základě vizí německé mystičky a stigmatičky Anny Kateřiny Emerichové.

## Děj
V úvodu knihy je popsána poslední večeře Ježíše Krista, při které byla ustanovena eucharistie, ve velmi přesných detailech. Následuje samotné Hořké umučení našeho Pána, které sleduje Ježíše od jeho pobytu na Olivetské hoře a následně podrobně líčí všechny epizody velikonočního dramatu, jak jsou zachycené v evangeliích. Vypovídá o Jidášově zradě, zadržení Ježíše, následném soudu u Piláta, velmi dramaticky popisuje Ježíšovo bičování, nesení kříže, jeho smrt na kříži, lámání nohou vězňů po levici a pravici. Vyprávění končí událostmi vzkříšení a setkání věřících se zmrtvýchvstalým Kristem. 

## Literární žánr a kontext
Není možné spolehlivě odlišit, do jaké míry se jedná o autentický zápis vidění Kateřiny Emerichové a do jaké míry o vlastní tvorbu básníka Brentana. Brentano se o stigmata Kateřiny Emerichové začal zajímat v roce 1817, v roce 1818 se přestěhoval do Dülmenu v severozápadním Německu a zůstal tam až do její smrti v roce 1824. Básník také usiloval o uznání autenticity stigmatizované vizionářky.  V každém případě se jedná o cenné dílo romantické literatury 19. století. Na základě této knihy byl natočen film Mela Gibsona Umučení Krista.

## Ukázka
| „ | Zastavil se mezi křížem dobrého lotra a Ježíšovým křížem napravo od těla našeho Spasitele, uchopil kopí do obou rukou a vrazil je s takovou silou do vpadlého pravého boku jeho svatého těla skrze vnitřnosti až do srdce, že hrot kopí prořízl na levé straně hrudi malou ránu, a když s prudkostí vytáhl svaté kopí z Ježíšova těla, vytryskl ze široké rány na pravé straně bohatý proud krve a vody a pokryl zvednutý Cassiův obličej spásou a milostí. Seskočil z koně, padl na kolena, bil se v prsa a vyznal se z víry v Krista nahlas přede všemi přítomnými. | “ |